# Viktorin Strigel
Viktorin Strigel   (Kaufbeuren, 26 de desembre de 1524 (Gregorià) - Heidelberg, 26 de juny de 1569) va ser un teòleg luterà.
S'educà a la Universitat de Wittemberg sota la direcció del professor Philipp Melanchthon i ja el 1548 se'l veu com a professor de teología a Jena. Embolicat allà en la controvèrsia del sinergisme amb l'indòmit Tilemann Hesshusius, i havent-se suspès per aquesta causa en les seves funcions docents, va passar a Leipzig el 1562, on l'any següent va obtenir una càtedra, i a Heidelberg el 1567, on va abraçar la doctrina protestant Eucaristia.
La seva obra més important és: Loci theologici (Neustadt n. d. Hardt, 1581/84).
En filosofia va defensar l'aristotelisme.